# Jiva
Jiva (Sanskrit जीव jīva, wörtl. Leben/Lebewesen) oder Jivatman ist in der indischen Philosophie das individuelle Selbst oder die Seele. Es bezeichnet den Atman, der dem physischen und feinstofflichen Körper Leben verleiht. Der Jiva ist nicht das mentale Ich-Empfinden, das von der Natur für ihren zeitbegrenzten Zweck konstruiert wurde, sondern ist der Natur übergeordnet, erhaben über Geburt und Tod. Dieses individuelle Selbst gilt als das ewige, wahre Wesen des Individuums, das nicht geboren wird und auch keine Evolution durchläuft. Vielmehr lenkt es die individuelle Geburt und Evolution.
Das Verhältnis zwischen Jiva, Gott und der Welt wird von den einzelnen philosophischen Schulen unterschiedlich beschrieben:
Der Advaita-Vedanta des Shankara behauptet in seiner monistischen Lehre, dass der Jiva kein wirkliches Sein habe, da das Göttliche unteilbar sei. Für diese Lehre ist der Jiva mit Gott identisch, jedoch hindern Nichtwissen, Begierde, Karma usw. den Menschen daran dies zu erkennen.
Für die Anhänger der Lehre Ramanujas, die als Vishishtadvaita (qualifizierter Monismus) bezeichnet wird, besitzt Gott die Einzelseelen (Jivatman) und die Natur als Qualitäten (Vishesha). Sie sind also wirklich, besitzen aber kein unabhängiges Sein.
In der Lehre des Madhva, als Dvaita-Vedanta (Dualismus) bezeichnet, gibt es drei ewige Entitäten, die im Weltgeschehen zusammenwirken:
- 1. der allgegenwärtige Gott (Paramatman);
- 2. die unendliche Vielheit der Einzelseelen (Jiva) und
- 3. die Natur (Prakriti) aus der sich in der Evolution alles Unbeseelte entwickelt.